# Darko Maletić
Darko Maletić (Banja Luka, 20. rujna 1980.), bosanskohercegovački trener i bivši nogometaš.
Igrao je na poziciji veznog igrača. U karijeri je nastupao za banjalučki FK Borac, Rapid iz Beča, Zenit, Partizan i druge.

S Partizanom je u sezoni 2007./2008. osvojio kup i prvenstvo.

S Borcom iz Banja Luke je u sezoni 2010./2011. bio prvak lige BiH.

Nakon završetka nogometne karijere kreće u trenersku karijeru. Od 2020. godine trenirao je FK Laktaše i FK Ljubić Prnjavor.

## Reprezentacija
U svojoj reprezentativnoj karijeri za reprezentaciju BiH je nastupio 18 puta i postigao jedan službeni gol. Jedini gol u dresu reprezentacije postigao je 7. lipnja 2011. u kvalifikacijskoj utakmici za Europsko prvenstvo 2012. protiv reprezentacije Albanije na Bilinom polju u Zenici.

Za reprezentaciju je nastupao u razdoblju od 2007. do 2012. godine.

## Vanjske poveznice
- Profil na Transfermarktu
- Profil na Soccerwayu